# Giáo phái Đền Mặt trời

Biểu tượng của Giáo phái Dòng Đền thờ Mặt trời (Order of the Solar Temple)

Giáo phái Đền Mặt trời  (Order of the Solar Temple) hay Dòng Đền thờ Thái dương (Ordre du Temple solaire, viết tắt OTS) được thành lập với tên gọi Dòng Hiệp sĩ Quốc tế của Truyền thống Mặt trời (Ordre International chevaleresque de Tradition solaire, OICTS) là một nhóm tôn giáo bí truyền, thường được mô tả là một dị giáo phái, được cho là dựa trên lý tưởng của Hiệp sĩ Đền thánh (Hiệp sĩ Dòng Đền, Knights Templar). Giáo phái Đền Mặt trời được Luc Jouret và Joseph Di Mambro thành lập vào năm 1984 tại Saconnex d'Arve, Thụy Sĩ. Giáo phái này được biết đến nhiều nhất với một loạt vụ giết người và tự sát hàng loạt cướp đi sinh mạng của 74 người ở Thụy Sĩ, Pháp và Canada vào năm 1994, 1995 và 1997, và tạo ra những tranh cãi kéo theo đó, hoạt động của giáo phái này là nhân tố chính trong việc đẩy mạnh công cuộc đấu tranh chống lại các tà giáo ở nước Pháp.

## Lịch sử
Dòng dị giáo phái này được Luc Jouret và Joseph De Mambro thành lập vào đầu những năm 80 của thế kỷ XX, ban đầu, Dòng Đền thờ Thái dương là một tổ chức tôn giáo nhỏ có trụ sở ở Thụy Sĩ. Nhóm này hoạt động khá bí mật, dành nhiều thời gian thực hiện các nghi lễ cổ xưa. Mặc dù Mambro được gia đình định hướng cho theo nghề thợ sửa đồng hồ và kim hoàn nhưng Mambro lại rất quan tâm đến tôn giáo. Năm 1956, Mambro tham gia vào một giáo phái bí mật. Tuy nhiên, không tán thành với những giáo lý của giáo phái này nên năm 1969, Joseph Di Mambro đã tách ra lập riêng cho mình một tôn giáo riêng. Năm 1973, Joseph Di Mambro đã tới sống tại khu vực gần biên giới của Pháp và Thụy Sĩ. Tại đây, Mambro đã lập nên một trung tâm với thuyết lý của giáo phái và kêu gọi mọi người gia nhập. Joseph Di Mambro tuyên bố mình chính là hóa thân của đấng tối cao, chỉ có mình hắn mới có quyền quyết định người nào sẽ kết hôn hoặc sinh con. Mục đích của Joseph Di Mambro là hy vọng có được những đứa trẻ có chất lượng. Sau này, cả con trai và con gái của Joseph Di Mambro đều được xem là những đứa trẻ thần thánh khi người có khả năng mở ra một kỷ nguyên mới, kẻ lại là một trong những đứa con của vũ trụ.
Năm 1978, Joseph Di Mambro đặt tên giáo phái của mình là "Con đường vàng". Năm 1984 Joseph Di Mambro đổi tên giáo phái thánh "Đền Mặt trời" (Solar Temple). Cũng từ đây, giáo phái này bắt đầu lộng hành. Giáo phái này phát triển rất nhanh, vào năm 1989 số lượng thành viên khoảng 600 người. Joseph Di Mambro đi khắp nơi giao rảng về giáo lý của mình đồng thời kêu gọi quyên góp tiền, tài sản. Theo một số tài liệu, giáo phái này đã quyên góp được khoảng gần 100 triệu đô la Mỹ. Để đổi lại số tiền lớn đã quyên góp, các tín đồ sẽ nhận được lời hứa hẹn về sự giải thoát thông qua con đường lửa khi thế giới đến ngày tận thế. Tuy nhiên, Joseph Di Mambro cũng gặp phải sự phản đối của một số thành viên giáo phái, đặc biệt khi một cựu thành viên phát hiện ra Mambro dùng trò lừa bịp bằng tia lazer trong các buổi họp. Hiện nay, nhiều người tin rằng, Dòng Đền thờ Thái dương đã chấm dứt hoạt động, song giới chuyên gia cho rằng, một số người vẫn đang thực hành giáo phái này.

## Giáo lý
Niềm tin và hoạt động của hội bí mật này liên quan đến sự pha trộn giữa Kitô giáo sơ khai, tôn giáo UFO, triết học Thời Đại mới và các nghi lễ Freidiaon. Ban đầu vốn là tổ chức hòa bình nhưng với một số niềm tin khác thường, chẳng hạn như cái chết chỉ là ảo ảnh và cuộc sống vẫn tiếp diễn trên các hành tinh khác. Giống nhiều giáo phái khác, Dòng Đền thờ Thái Dương tin rằng, ngày tận thế đang đến gần và con người cần phải rời bỏ thế giới trần tục này. Đặt niềm tin của mình vào một con đường lửa dẫn đến hành tinh thiêng liêng, hưởng cuộc sống hạnh phúc, rất nhiều tín đồ của giáo phái "Đền mặt trời" (Solar Temple) đã tiến hành tự sát tập thể rồi thiêu đốt cơ thể.

## Các vụ án
Hoạt động của giáo phái này gây chuyện chấn động khi con trai 3 tháng tuổi của một trong những thành viên hội tại Canada bị đem làm vật hiến tế vào tháng 10 năm 1994 vì được cho là kẻ chống lại Chúa Trời. Joseph Di Mambro ra lệnh cho vợ của Tony Dutoit, một thành viên của giáo phái không được sinh con và bị phớt lờ và vợ của Tony đã sinh ra một đứa con trai, đặt tên là Christopher Emmanuel. Giáo chủ Joseph Di Mambro lập tức tuyên bố đứa trẻ đó là đứa trẻ chống Chúa. Ngay sau đó, 15 người trong hội đã tự sát hàng loạt và 38 người khác được phát hiện bị bắn hoặc đánh đập đến chết một cách bí ẩn, tất cả đều mặc áo choàng theo nghi lễ. Không dừng lại, tháng 11 năm 1995, cảnh sát Pháp tiếp tục tìm thấy thi thể của 13 người trưởng thành và 3 trẻ em tại một cánh rừng, tất cả đều có mối liên hệ với Hội Đền thờ Mặt trời (Order Of The Solar Temple).
Giữa những năm 1990, thi thể các thành viên giáo phái bắt đầu xuất hiện, trước tiên là ở bang Fribourg của Thụy Sĩ. Đầu tiên người ta tìm thấy 23 xác người trong các vụ cháy, sau đó là 25 thi thể. Tất cả đều bị đánh thuốc cho mê man rồi bị bắn chết. Nhiều nạn nhân được tìm thấy trong một nhà thờ bí mật trong lòng đất, có nhiều gương và các đồ vật mang tính biểu tượng của dòng tu quân đội Kitô giáo Hiệp sĩ Đền Thánh. Các thi thể đều mặc áo choàng mang tính nghi lễ và được đặt theo hình tròn, chân chụm vào nhau, đầu hướng ra ngoài. Hai ngày sau đó, thi thể hai thành viên của giáo phái cùng con trai 3 tháng tuổi của họ được tìm thấy ở tỉnh Quebec của Canada. Cơ quan chức năng xác định đây là vụ giết người rồi tự sát. Xu hướng này tiếp diễn trong vài năm với các thành viên giáo phái bị đánh thuốc, bắn và đốt cháy. Tháng 2 năm 1993, có 84 tín đồ bao gồm cả trẻ em đã tiến hành tự sát tập thể rồi phóng hỏa. Hình ảnh tự sát tập thể này đã được truyền hình khắp thế giới khiến cho uy tín của giáo phái này sụt giảm rõ rệt.
Để cứu vẫn tình thế, Mambro tuyên bố đã đến thời điểm để các thành viên giáo phái rời bỏ trái đất, đi đến một hành tinh thiêng liêng, hạnh phúc hơn. Tất nhiên trước khi thực hiện hành trình này, nhiệm vụ trước hết là phải tiêu diệt kẻ chống Chúa. Ngày 4 tháng 10 năm 1994, một vụ thảm sát kinh hoàng đã diễn ra tại khu trượt tuyết Morin Heights gần Montreal, Canada. Một ngôi nhà bị thiêu rụi. Cảnh sát phát hiện ra hai xác chết cạnh ngôi nhà cháy đen. Sau khi dập tắt ngọn lửa, họ phát hiện thêm 3 xác chết có nhiều vết đâm. Chỉ nửa ngày sau, lại thêm một vụ hỏa hoạn khác tại trang trại của một người có tên Albert Giacobino. Cảnh sát đã phát hiện ra nhiều căn phòng bí mật. Có 20 người tự sát tập thể trong những phòng kín với áo lễ và tư thế như đang thực hiện nghi lễ. Kết quả điều tra cho thấy, gia đình 3 người bị giết hại chính là gia đình Tony. Hai xác chết bên ngoài là hai tín đồ đi thi hành án sau đó tự sát. Còn vụ tự sát tập thể chính là nghi lễ cuối cùng của Joseph Di Mambro và một số thành viên giáo phái. Sau cái chết của Joseph Di Mambro, cảnh sát đã phải đau đầu khi nhiều thành viên của giáo phái này đã cùng thực hiện nghi lễ để đến hành tinh thiêng.